# Софиевка (Сватовский район)
Софиевка (укр. Софіївка) — село, относится к Сватовскому району Луганской области Украины.
Население по переписи 2001 года составляло 107 человек. Почтовый индекс — 92614. Телефонный код — 6471. Занимает площадь 1 км². Код КОАТУУ — 4424084504.
Село пострадало в результате голода на Украине в 1932—1933 годах, количество установленных жертв — 152 человека.

## Местный совет
92614, Луганская обл., Сватовский район, с. Оборотневка, ул. Советская, 37.